# Janik Riebli
Janik Riebli, född den 27 oktober 1998, är en schweizisk längdskidåkare. Han tävlar för Schwendi-Langis och representerar det schweiziska landslaget.
Riebli debuterade i världscupen säsongen 2018/19. Han har tagit två individuella pallplaceringar i världscupen. Båda gånger har det blivit en tredje plats och båda gånger i sprinten.